# Lago Redisole
Il lago Redisole è un lago artificiale della Sila grande, in Calabria.
Ricadente nel territorio comunale di San Giovanni in Fiore, nel territorio del Parco Nazionale della Sila è l’ultimo lago silano in ordine di realizzazione: infatti, la sua inaugurazione è avvenuta il 17 giugno 2022.

## Origine
La diga venne realizzata tra il 1975 e il 1990, ma per l’effettiva entrata a regime e la creazione del Lago bisognerà aspettare fino al 2022: ciò rese il “mancato lago” uno dei simboli delle opere incompiute del territorio, rientrando anche nella classifica Opere pubbliche, le 320 incompiute redatta dal giornale il Fatto Quotidiano nel 2012.
Il riempimento del lago fu avviato a dicembre del 2021, mentre nell’anno seguente entrò ufficialmente in servizio.

## Caratteristiche
Il lago sorge in una ripida vallata situata a monte del villaggio di Germano, nel comune di San Giovanni in Fiore. Trae origine dallo sbarramento della fiumarella Macchialonga che si alimenta dall'omonimo laghetto presente nell'ampia conca di Macchialonga, zona demaniale nel Parco Nazionale della Sila, per poi sfociare nel fiume Neto, a valle del villaggio Germano. Una buona parte della fiumarella Macchialonga è interdetta alla pesca in quanto zona 1 del Parco Nazionale della Sila.

## Fauna e flora
Grazie alle sue rigogliose foreste che circondano il lago l'area è ricca di avifauna tipicamente forestale, le cui specie ornitiche osservate degne di nota sono: l'Astore, il Picchio nero, la Balia dal collare, il Luì verde, il Lucherino, il Regolo, il Crociere, la Cincia Bigia, il Tordo bottaccio, la Ballerina gialla, il Merlo acquaiolo, la Cicogna nera
. 
Nella zona sono stati osservati anche il Lupo, il Capriolo, il Cervo, lo Scoiattolo meridionale, la Lepre, la Volpe, la Donnola, la Puzzola, la Martora, la Lontra, il Cinghiale, il Tasso e l'Istrice.